# Третій дивізіон Футбольної ліги (Південь)

Третій дивізіон Футбольної ліги (Південь) (англ. Football League Third Division South) — третій за рівнем дивізіон англійської Футбольної ліги з 1921 по 1958 рік, який існував паралельно з Третім дивізіоном Футбольної ліги (Північ).
1958 року географічний поділ було скасовано і було створено єдиний Третій дивізіон, одночасно зі створенням нижчого Четвертого дивізіону.